# Sphagnum falcatulum
Sphagnum falcatulum là một loài rêu trong họ Sphagnaceae. Loài này được Besch. mô tả khoa học đầu tiên năm 1885.